# Iscàgores
Iscàgores (en llatí Ischagoras, en grec antic Ἰσχαγόρας) fou un militar espartà.
Va dirigir els reforços lacedemonis enviats al novè any de la guerra del Peloponès (423 aC) per ajudar a Bràsides a la península Calcídica. El rei Perdicas II de Macedònia, com a preu del seu tractat amb Atenes, va impedir a Tessàlia el pas d'aquestes tropes i només Iscàgores, que va ser un dels signants, i alguns altres es van poder reunir no obstant això amb Bràsides. El 421 aC va dirigir una nova expedició a la mateixa regió, i va demanar a Cleàrides d'entregar Amfípolis als atenencs tal com establia el tractat.